# Matiloxis jalapena
Matiloxis jalapena là một loài bướm đêm trong họ Noctuidae.